# Wolfgang Dvorak-Stocker
Wolfgang Dvorak-Stocker (* 9. Juni 1966 in Graz) ist ein österreichischer Verleger und Publizist. Seit 1995 ist er Leiter des Leopold Stocker Verlages.

## Leben
Dvorak-Stocker entstammt einer Verlegerfamilie. Er ist der Sohn von Ilse Dvorak-Stocker und Enkel des Verlagsgründers Leopold Stocker. Nach Besuch eines neusprachigen Gymnasiums maturierte er 1984. Anschließend leistete er Präsenzdienst und studierte u. a. an der Universität Wien Geschichte und Germanistik. Er wurde Mitglied der Burschenschaft Germania Salzburg. Nach dem Magister folgte ein Volontariatsjahr beim Verlag Eugen Ulmer in Stuttgart. In Graz schloss er eine Lehre zum Buchhändler ab und trat in das elterliche Unternehmen ein. Seit 1995 ist er Leiter des Leopold Stocker Verlages.
1997 war er mit zehn Prozent an der rechtskonservativ-deutschnationalen Wochenzeitung Zur Zeit beteiligt. 1999 übernahm er die Zeitschrift Neue Ordnung, die vom Dokumentationsarchiv des österreichischen Widerstandes (DÖW) als rechtsextrem eingestuft wird. Im Jahr 2000 erwarb er den steirischen Verlag F. Sammler, 2005 gründete er zur Fortführung der politisch-historischen Rechtspublizistik des Stocker-Verlages den Ares-Verlag. Seit 2003 ist Dvorak-Stocker auch Mitherausgeber der Zeitschrift Sezession des neurechten Instituts für Staatspolitik (IfS), deren Redaktionsmitglied er wurde. Er übernahm 2006 die monatlich erscheinende Kochzeitschrift Kochen & Küche, die einzige Publikumszeitschrift des Verlages. Im selben Jahr fasste er die landwirtschaftlichen Fachzeitschriften in der Landwirt-Agrarmedien GmbH zusammen. Im Jahr 2008 gründete er einen landwirtschaftlichen Fachverlag in Kiew.
Nach Einschätzung des DÖW unterhält er, wie schon seine 2011 verstorbene Mutter und ehemalige Geschäftsführerin Ilse Dvorak-Stocker, enge Kontakte zur rechtsextremen Szene. So trat er als Referent 2002 bei der rechtsextremen Gesellschaft für freie Publizistik (GfP) und mutmaßlich 2003 bei der rechtsextremen Deutschen Akademie auf. Er war zudem Autor der rechtsextremen österreichischen Zeitschrift Die Aula. Die rechte deutsche Wochenzeitung Junge Freiheit führt ihn in ihrer Autorenliste. Dvorak-Stocker gehörte auch zu den Unterzeichnern eines Appells gegen den Ausschluss der Jungen Freiheit von der Leipziger Buchmesse im März 2006. 2008 trat er auf dem Haus der extrem rechten Burschenschaft Danubia München auf.
Der FPÖ-Politiker Otto Scrinzi kommentierte 2002 in der Aula: „Frau Dr. Ilse Stocker und in ihrer Nachfolge Mag. Wolfgang Dvorak-Stocker wagten sich schon früh ins Minenfeld der Zeitgeschichte und des sog. ‚Revisionismus‘“. Politische Beobachter sahen in Dvorak-Stocker laut Gerlinde Pölsler und Herwig Höller (Falter, 2005) weniger einen „Rechtsaußen“ als „jemand Verschrobenen“ dessen Denken ein „Amalgam aus bodenständig-ländlich, klerikal-konservativ und deutschnational“ bilde. Die Journalisten Pölsler und Höller merkten an: „Er [Dvorak-Stocker] trifft bzw. veröffentlicht Aussagen, deren Botschaften recht eindeutig sind, die aber oft nicht klar formuliert und thematisch weit ausholend argumentiert werden. Dies erschwert den Nachweis etwa des Rassismus.“ In einem Falter-Interview, ebenfalls von 2005, erwiderte der Kritisierte seinerseits: „Es gibt eine Grauzone zwischen Zuwanderungskritik und Ausländerfeindlichkeit. Ich gestehe zu, dass Sie das als ausländerfeindlich bezeichnen können. Ich bezeichne es als zuwanderungskritisch.“
Dvorak-Stocker hat vier Kinder.

## Schriften & Publikationen (Auswahl)
- Nationale Mythen Fundament der Identität und politischer Sprengstoff. In: Albrecht Jebens (Hrsg.): Eine Feder für Deutschland. Festschrift für Rolf Kosiek (= Veröffentlichungen der Stiftung Kulturkreis Zweitausend. Band 25). Hohenrain-Verlag, Tübingen 2014, ISBN 978-3-89180-142-0, S. 27 ff.
- 2021: Was ist deutsch? Elemente unserer Identität. (Hg.) Ares Verlag, Graz. ISBN 978-3-99081-076-7
- 2022: Europa und das Reich. (Hg.) Ares Verlag, Graz. ISBN 978-3-99081-104-7
- 2023: Glaube und Kultur. (Hg.) Ares Verlag, Graz. ISBN 978-3-99081-118-4